# Рейш, Карел
Ка́рел Рейш (Рейс, Райс; англ. и чеш. Karel Reisz; 21 июля 1926, Острава, Первая Чехословацкая Республика — 25 ноября 2002, Лондон, Англия) — британский кинорежиссёр, годы активности которого проходили в послевоенной Британии, где он стал одним из пионеров нового реализма британского кинематографа в 1950-х — 1960-х годах.

## Биография
Рейш был одним из 669 еврейских беженцев, спасённых сэром Николасом Уинтоном. Его отец был юристом. Рейш приехал в Англию в 1938 году, почти не зная английского языка, но старался как можно быстрее искоренить свой иностранный акцент. После учёбы в Leighton Park School он до конца войны служил в Королевских военно-воздушных силах Великобритании. Родители его погибли в Освенциме. После демобилизации он изучал естественные науки в колледже и начал писать для журналов о кино, включая «Sight & Sound». В 1947 году вместе с Линдсеем Андерсоном и Гевином Ламбертом стал одним из основателей журнала Sequence.
У Рейша было три сына от первой жены Джулии Коппард, с которой он впоследствии развёлся. В 1963 году женился на бывшей жене Джина Келли Бетси Блэр, с которой был до самой своей смерти.

## Карьера
Рейш был одним из основателей движения «Свободное кино» в британском документальном кинематографе. Его первый документальный фильм «Мамочка не позволяет» (1955), снятый совместно с Тони Ричардсоном, в феврале 1956 года был включён в первую программу Free Cinema, показанную в National Film Theatre, специализирующемся на показах независимых иностранных фильмов. В документальном фильме «Мы — парни из Ламбета» (1958) Рейш реалистично показал жизнь лондонского молодёжного клуба, в том числе досуг подростков из рабочего класса, который состоял из музыки скиффл, сигарет, крикета, рисования и дискуссий. Этот фильм представлял Великобританию на Венецианском кинофестивале. О тех же самых людях и их клубе BBC сделали два продолжения фильма, которые были показаны в 1985 году.
Первый художественный фильм Рейша «В субботу вечером, в воскресенье утром» (1960) был основан на социально-реалистичной новелле Алана Силлитоу, в нём использовались те же приёмы и техника, что и в ранних документальных фильмах режиссёра.
Рейш выступил продюсером фильма Андерсона «Такова спортивная жизнь» (1963) и стал режиссёром фильма «Морган: Подходящий случай для терапии» (1966), адаптированного Дэвидом Мерсером из его телепьесы 1962 года. В 1968 годы вышел биографический фильм «Айседора» о знаменитой танцовщице Айседоре Дункан, в котором главную роль сыграла Ванесса Редгрейв. В следующем десятилетии вышли такие фильмы, как «Игрок» (1974) и «Кто остановит дождь» (1978).
«Женщина французского лейтенанта» был, возможно, самым успешным из его последних фильмов. Сценарий был написан Гарольдом Пинтером по роману Джона Фаулза, главные роли были сыграны Джереми Айронсом и Мерил Стрип. Последними для Рейша стали фильмы «Сладкие грёзы» (1985) о великой исполнительнице в стиле кантри Пэтси Клайн и «Все в выигрыше» (1990) по пьесе Артура Миллера.
Был главой Британского института кино. Его учебник «The Technique of Film Editing» был впервые опубликован в 1953 году.

## Фильмография
| Год  |     | Русское название                       | Оригинальное название                 | Роль                                       |
| ---- | --- | -------------------------------------- | ------------------------------------- | ------------------------------------------ |
| 1955 | док | Мамочка не позволяет                   | Momma Don’t Allow                     | режиссёр / короткометр.                    |
| 1957 | док | Каждый день, кроме Рождества           | Every Day Except Christmas            | продюсер /короткометр.                     |
| 1958 | док | Мы — парни из Ламбета                  | We Are the Lambeth Boys               | режиссёр                                   |
| 1958 | ф   | —                                      | Band Wagon                            | продюсер /короткометр.                     |
| 1959 | док | —                                      | March to Aldermaston                  | режиссёр,ассистент продюсера /короткометр. |
| 1959 | док | —                                      | I Want to Go to School                | продюсер /короткометр                      |
| 1960 | ф   | В субботу вечером, в воскресенье утром | режиссёр                              |                                            |
| 1963 | ф   | Такова спортивная жизнь                | This Sporting Life                    | продюсер                                   |
| 1964 | ф   | Ночь должна наступить                  | Night Must Fall                       | продюсер, режиссёр                         |
| 1966 | ф   | Морган: Подходящий случай для терапии  | Morgan: A Suitable Case for Treatment | режиссёр                                   |
| 1968 | ф   | Айседора                               | Isadora                               | режиссёр                                   |
| 1974 | ф   | Игрок                                  | The Gambler                           | режиссёр                                   |
| 1978 | ф   | Кто остановит дождь                    | Who’ll Stop the Rain                  | режиссёр                                   |
| 1981 | ф   | Женщина французского лейтенанта        | The French Lieutenant's Woman         | режиссёр                                   |
| 1985 | ф   | Сладкие грёзы                          | Sweet Dreams                          | режиссёр                                   |
| 1990 | ф   | Все в выигрыше                         | Everybody Wins                        | режиссёр                                   |
| 1994 | с   | —                                      | Performance                           | режиссёр                                   |
| 1998 | тф  | —                                      | Act Without Words I                   | режиссёр /короткометр.                     |